# Profondimetro

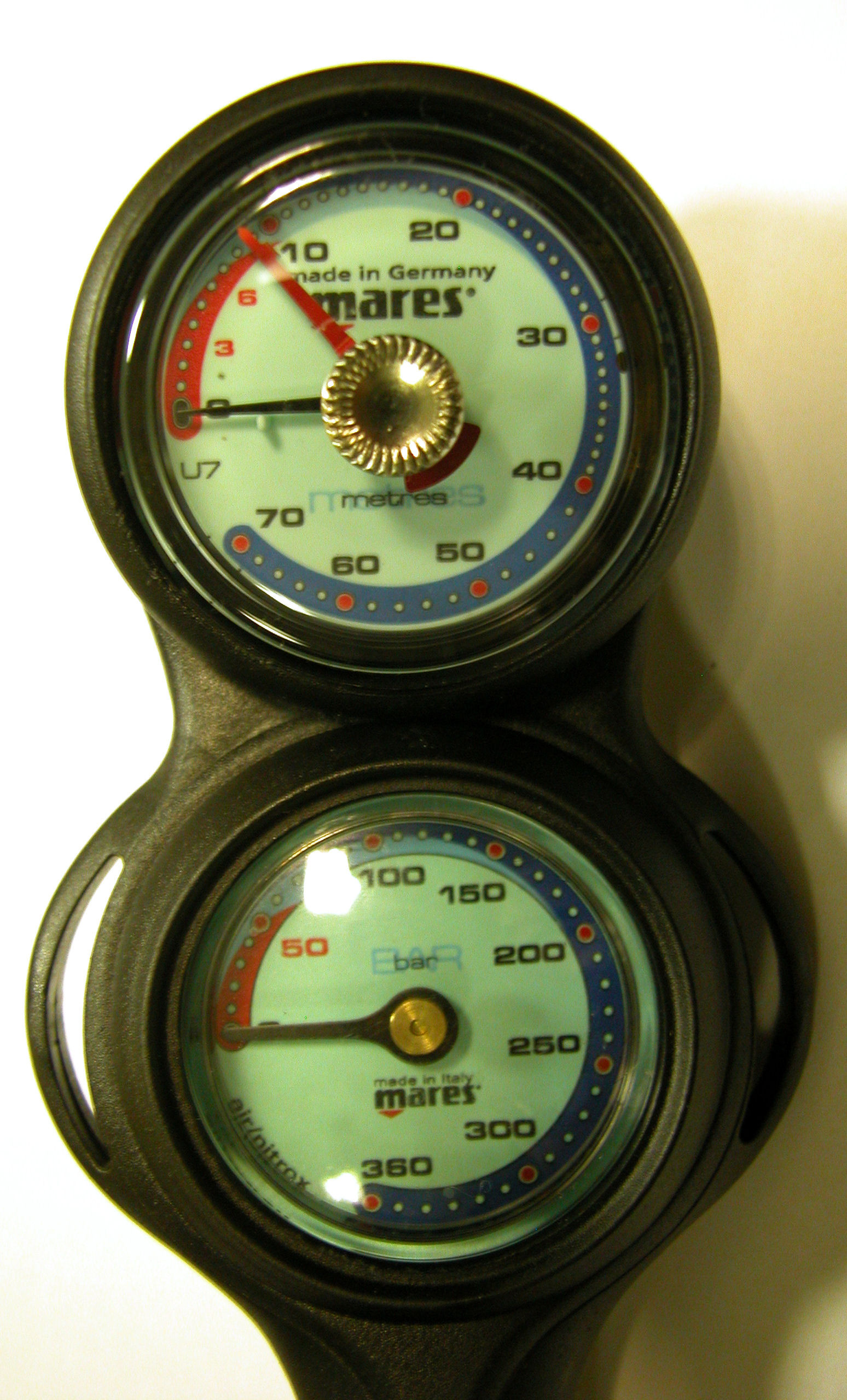
Una console Mares con profondimetro (sopra - Made in Germany) e manometro (sotto - Made in Italy). Si nota la lancetta indicatrice della profondità massima raggiunta (in rosso nel quadrante del profondimetro).

Un profondimetro è un manometro che fornisce la profondità equivalente in acqua. È un componente fondamentale dell'attrezzatura per immersioni e viene usato regolarmente in subacquea durante le immersioni.

## Caratteristiche
I moderni profondimetri sono dotati di meccanismi elettronici e di display digitali. Alcuni modelli più vecchi usano sistemi meccanici e un tipo di visualizzazione analogica.

## Uso
Un subacqueo usa il profondimetro in accoppiata con le tabelle di decompressione e un orologio per evitare il malessere da decompressione. Una frequente alternativa al profondimetro con le tabelle di decompressione è l'uso di un computer subacqueo.
Un profondimetro digitale può talvolta fornire la durata dell'immersione e la velocità di risalita e discesa, informazioni che possono essere utili per evitare barotraumi.
Spesso i profondimetri sono dotati di un indicatore per la profondità massima raggiunta, necessario per il calcolo dei tempi di immersione con le tabelle.

## Precauzioni
La misurazione di un profondimetro è limitata alla pressione. Per questo motivo è intrinseca una minima imprecisione nella profondità indicata, per via della diversa densità dell'acqua dolce e dell'acqua salata.